# Malý Krtíš
Pour les articles homonymes, voir Malý.
Malý Krtíš (allemand : Kleinkritsch,  hongrois : Kiskürtös) est un village de Slovaquie situé dans la région de Banská Bystrica.

## Histoire
La première mention écrite du village date de 1251.

## Démographie

### Évolution de la population
| Année:               | 1994. | 2004.   | 2014.    | 2024.    |
| -------------------- | ----- | ------- | -------- | -------- |
| Nombre de personnes: | 432   | 446     | 532      | 465      |
| Différence:          |       | +3,24 % | +19,28 % | -12,59 % |

| Année:               | 2023. | 2024.   |
| -------------------- | ----- | ------- |
| Nombre de personnes: | 468   | 465     |
| Différence:          |       | -0,64 % |